# Hummer (bilmærke)
 For alternative betydninger, se Hummer. (Se også artikler, som begynder med Hummer)
Hummer er et amerikansk bilmærke som producerer pickupper og SUV'er, som er en del af GMC, oprindeligt ejet af AM General fra 1992.
Den første Hummer-model var en civil udgave af den militære M998 HMMWV, populært kaldet "Humvee" som en slags udtale af HMMWV (High Mobility Multipurpose Wheeled Vehicle). Golfkrigen i 1991 medførte ny opmærksomhed omkring HMMWV i medierne, og AM General gik med på at sælge en bil til skuespilleren Arnold Schwarzenegger. Senere i 1991 producerede de en civil model, herefter kaldet "Hummer" baseret på M998 som de solgte i relativt stort antal på trods af den høje pris.
Et samarbejde med General Motors medførte at de overtog en del rettigheder, og resultatet blev Hummer H2. Denne model blev præsenteret på Detroit-udstillingen i år 2000. H2 er ikke baseret på Hummer H1, men har en visuel lighed. Samtidig blev den første model omdøbt til H1.
I 2005 blev også Hummer H3 lanceret. Den er endnu mindre end H1 og H2, men er alligevel større end en sædvanlig SUV.
Hummer er i lighed med andre SUVer blevet kritiseret for sit relativt høje energiforbrug og heraf afledte store bidrag til CO2-udledning. Førnævnte Arnold Schwarzenegger har, efter at være blevet guvernør i det miljøvenlige Californien, udskiftet sin Hummer-flåde med mere miljøvenlige køretøjer.

## Eksterne links
- Officiel hjemmeside (engelsk)

- Wikimedia Commons har flere filer relateret til Hummer (bilmærke)